# Дийр Лодж
Дийр Лодж (на английски: Deer Lodge) е град в окръг Пауъл, щата Монтана, САЩ. Дийр Лодж е с население от 3421 жители (2000) и обща площ от 3,7 km². Намира се на 1392 m надморска височина. ЗИП кодът му е 59722, а телефонният му код е 406.